# Anixe+
Anixe+ (Eigenschreibweise: ANIXE+, das Plus wird hierbei gesprochen; bis 30. Juni 2019: ANIXE, lt. Sender von griech. „offen“) ist ein frei empfangbarer Fernsehsender mit inhaltlichem Schwerpunkt auf christlichem Werbefernsehen und Dauerwerbesendungen. ANIXE gehört zum privatrechtlichen Rundfunk und finanziert sich neben klassischer TV-Werbung über die Ausstrahlung von Infomercial-Sendungen.
Anixe startete 2006 als reiner HDTV-Sender (unter dem Namen „ANIXE HD“). Von 2008 bis 3. Juni 2019 verbreitete er sein Programm zusätzlich auch in Standard-Auflösung über Satellit. Laut der Firmen-Homepage war ANIXE HD somit der erste frei empfangbare deutschsprachige HD-TV-Sender, der sein Programm ausschließlich in HD-Standard ausstrahlte.
Der Claim des Senders lautete bis Herbst 2013: „ANIXE – Das Fernsehen für die ganze Familie“.
Seit dem 1. April 2016 sendet Anixe HD sein Programm unter dem Schwerpunkt Serien mit dem Sendernamen "Anixe HD Serie". Der SD-Kanal sendet zukünftig unabhängig vom HD-Kanal Spielfilme, Dokumentationen und Infomercial.
Geschäftsführer des Senders ist Emmanouil Lapidakis, der seit 2019 auch Alleingesellschafter der Betreibergesellschaft ist (Marion Lapidakis schied aus). Die geschäftsführende Komplementärgesellschaft ANIXE HD Television Verwaltungs-GmbH wird von Emmanouil Lapidakis betrieben.
Am 1. Juli 2019 wurde der Sender Anixe SD in Anixe+ umgewandelt. Dieser sendet seit dem 3. Juli 2019 ebenfalls in HD.

## Programm und Sender-Historie

Älteres Logo von Anixe SD
Älteres Logo von Anixe HD
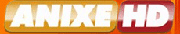
Erstes Logo von Anixe HD
Logo bis 30. Juni 2019
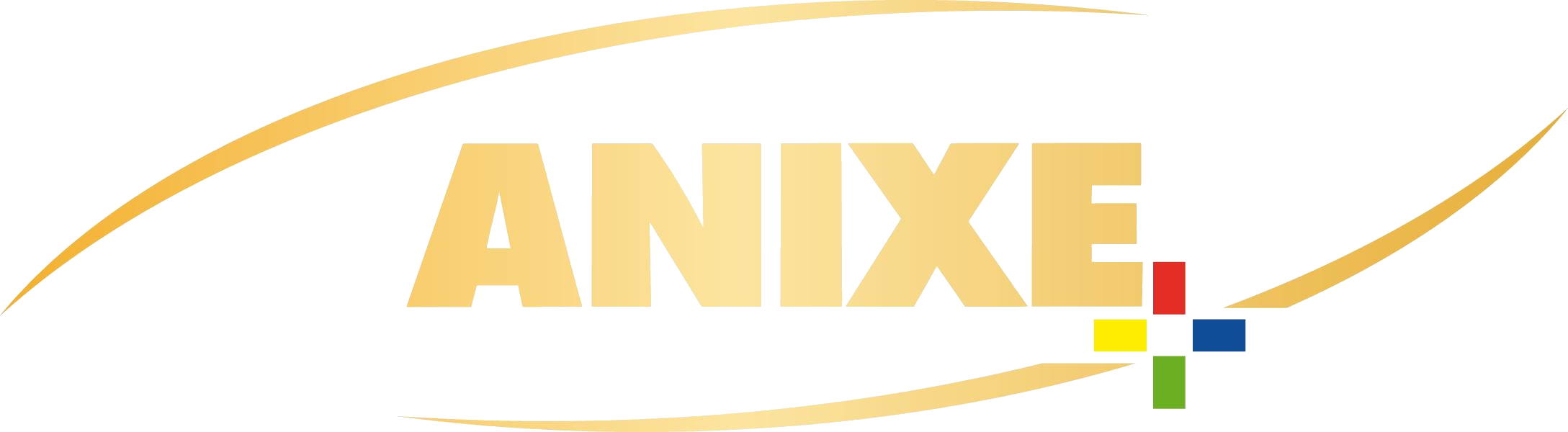
Logo von ANIXE+ seit 1. Juli 2019

Bis zum Herbst 2013 bildeten im Tagesprogramm Cartoon- und Kinderserien-Klassiker der 1980er- und 1990er-Jahre für Zuschauer im Alter von sechs bis 13 Jahren und Familiendokumentationen den Schwerpunkt.
Zum Ende des Jahres 2013 positionierte sich der Sender neu und legt nun den Fokus auf Zuschauer über 50 Jahren (sogenannte Best Ager). Daher werden im Tagesprogramm Serienklassiker und Spielfilme der 1960er- bis 90er-Jahre ausgestrahlt. Am Abend zeigt Anixe Spielfilme und Dokumentationen wie das Reiseformat "ANIXE auf Reisen", Fernsehserien und Spielfilm-Klassiker, Infomercials und religiöse Sendungen. Die Spielfilme und Serien werden direkt vom 35-mm-Film gemastert und digitalisiert.
Von dem Unternehmen wurde der Reiseshoppingkanal lastminute.tv betrieben, aus dem die ANIXE HD Television GmbH & Co. KG mit dem TV-Sender ANIXE hervorgegangen ist. Dieser überträgt seit dem 7. Januar 2008 das Anixe-HD-Programm parallel in Standardauflösung und heißt heute nur noch Anixe.

### Anixe HD Serie

Logo von Anixe HD Serie

Am 1. April 2016 wandelte sich die HD-Version von Anixe in einen externen Fernsehsender um. Unter dem Namen Anixe HD Serie sendet er ausschließlich Serien, die zum Großteil aus den 90er- und 2000er-Jahren stammen, darunter „Helicops“, „SK Kölsch“ und „Für alle Fälle Stefanie“. Da diese Aufzeichnungen zur damaligen Zeit noch nicht HD-fähig waren, passt Anixe HD Serie das Format der Sendungen von 4:3 auf 16:9 an.
Anixe + (früher Anixe SD) existiert unabhängig von Anixe HD Serie weiter und sendet nun Spielfilme, Dokumentationen, religiöse Formate und Infomercial.

### Sport
Erstmals wurde bis zum Ende der Saison 2008/09 auch die deutsche Fußball-Bundesliga im HDTV-Free-TV gesendet. Die Heimspiele vom FC Schalke 04, Werder Bremen und Borussia Dortmund wurden zeitversetzt gezeigt. Dies wurde durch eine Talkrunde, geführt von Ulli Potofski, abgerundet. In der Saison 2009/10 übertrug Anixe HD jeweils dienstags um 20.15 Uhr das letzte Bundesligaspiel des VfB Stuttgart im Rahmen der Sendung „Nachspielzeit – Das VfB Stuttgart Magazin“.
Für die Olympischen Spiele 2008 in Peking hatte sich Anixe HD die Übertragungsrechte an einzelnen Disziplinen (Mountainbiking, Reitsport, Bogenschießen, Triathlon, Segeln, Surfen und Marathon) gesichert.
Das FedCup-Duell Deutschland gegen Frankreich 2010 wurde von Anixe HD live in HD und auch als Zusammenfassung in 3-D übertragen.

## ANIXE Television GmbH
Neben dem Kerngeschäft Free-TV ist ANIXE in den Bereichen Produktion, Vermarktung, Vertrieb von Fernsehen, Internet und Transaktionsfernsehen aktiv. ANIXE ist nach wie vor ein inhabergeführter Betrieb (ein Unikum unter den deutschen Free-TV-Sendern). 2013 wurde ein Zuschauermarktanteil von bis zu 0,5 % in den starken Sendestrecken erreicht. Neben der klassischen Werbezeitenvermarktung konzentriert ANIXE sich auf den Verkauf von Senderfenstern. Der Sender wird Stand 2022 durch die Landesmedienanstalt Baden-Württemberg lizenziert.

## ANIXE-Studios
Im Bereich Produktion verfügt ANIXE über ein THX-, Dolby- und dts-zertifiziertes Tonstudio mit Schwerpunkt auf 35-mm-Filmmaterial-Abtastung und -Restaurierung. Synchronisation und Abtastungen von 35-mm-Material werden nicht nur für den hauseigenen Sender durchgeführt, sondern auch Dienstleistung für andere Sender angeboten. Eine der aufwendigsten Produktionen war zuletzt die Aufbereitung und Restaurierung der Pippi-Langstrumpf- und Michel-aus-Lönneberga-Serien für das ZDF. Ebenso wurde die kanadische Tierdokumentation Hope – Schutzengel der Wildtiere für den deutschen Markt synchronisiert.

## HD-Filmvertrieb
Der Sender betrieb bis Anfang 2012 einen Webshop, über den u. a. Blu-ray-Filme vertrieben wurden.

## Empfang
ANIXE HD und ANIXE + sind deutschlandweit empfangbar und erzielen laut Firmenangaben eine technische Reichweite von 75 Prozent und gesamt 28 Millionen Haushalte in Deutschland. Via Smart-TV oder einen Hbb-TV-fähigen Receiver ist ein kostenloses Streaming von ausgewählten Formaten des Senders über die Anixe-Mediathek möglich. Weiterhin bietet der Sender eine Live-Streaming-App zum Empfang via Smartphone und Tablets an.

### Satellit
Anixe HD wird über DVB-S2 in H.264 über den Satelliten Astra 1KR ausgestrahlt – seit August 2010 (außer am Sonntag) allerdings erst ab 20.15 Uhr. Am 25. Oktober 2010 wurde die Ausstrahlung über Astra 19,2° Ost eingestellt und blieb bis zur Fortsetzung der Ausstrahlung am 1. März 2011 unterbrochen. Die SD-Version unter dem Namen Anixe SD wurde bis 3. Juni 2019 ausgestrahlt. Seit 3. Juni sendet Anixe + auf Anixe SD
| Anixe HD - Satellit: Astra 19,2° Ost - Downlink-Frequenz: 10,77325 GHz - Symbolrate (MS/s): 22000 - Fehlerschutz (FEC): 3/4 - Polarisation: Horizontal - Auflösung: 1920×1080i (HDTV) | Anixe + - Satellit: Astra 19,2° Ost - Transponder: 103 - Downlink-Frequenz: 12,4605 GHz - Symbolrate (MS/s): 27500 - Fehlerschutz (FEC): 3/4 - Polarisation: Horizontal - Auflösung: 1920×1080i (HDTV) |

### Deutschland
In Deutschland ist Anixe HD bei den Kabelnetzbetreibern Kabel Neubrandenburg, wilhelm.tel, willy.tel, NetCologne, Pÿur und Unitymedia vertreten. UPC Schweiz speiste den Sender bis Dezember 2010 in die eigenen Kabelnetze ein, zeigt seit Januar 2011 auf dem gleichen Kanal aber Anixe SD. Der Sender ist seit 1. Dezember 2011 in Berlin, 5. Januar 2012 im Rhein-Main-Gebiet, 1. Juni 2012 in Braunschweig/Hannover sowie vom 15. November 2012 bis 7. Mai 2014. Seit dem 2. Mai 2013 kann man den Sender in Standardauflösung unverschlüsselt bei Kabel Deutschland empfangen. Vom 30. Januar 2018 bis zum 3. Februar 2020 war Anixe HD auch im Kabelnetz von Unitymedia vertreten. Der Link auf Anixe Serie über DVB-T2 verlinkt auf den Stream von freenet TV connect.

### Österreich
Kabelnetzbetreiber in Österreich, die Anixe HD einspeisen: kabelnet MÜRZ – Stadtwerke Mürzzuschlag GmbH. (unvollständig)

### Schweiz
In der Schweiz erfolgt die Einspeisung von Anixe HD über das Grundangebot von Swisscom TV.